# Warre Vangheluwe
Warre Vangheluwe (Tielt, 23 luglio 2001) è un ciclista su strada belga che corre per il team Soudal Quick-Step. Velocista, è professionista dal 2024, e nello stesso anno ha vinto una tappa al Tour of Guangxi.

## Palmarès
- 2021 (Home Solution-Soenens, una vittoria)

1ª tappa International Beloften Weekend (Terneuzen > Terneuzen)
- 2022 (Elevate p/b Home Solution Soenens, tre vittorie)

Kemmel Koerse
2ª tappa Tour de la Province de Namur (Couvin > Couvin)
4ª tappa Tour de la Province de Namur (Chimay > Doische)
- 2023 (Soudal-Quick-Step Devo Team, una vittoria)

Youngster Coast Challenge
- 2024 (Soudal Quick-Step, due vittorie)

4ª tappa Quattro Giorni di Dunkerque (Mazingarbe > Pont-à-Marcq)
2ª tappa Tour of Guangxi (Chongzuo > Jingxi)

### Altri successi
- 2020 (Home Solution-Soenens)

Izegem
- 2021 (Home Solution-Soenens)

Grote Prijs Café De Boksneuze
Grote Prijs Jules Van Hevel
- 2022 (Elevate p/b Home Solution Soenens)

Classifica a punti Tour de la Province de Namur
- 2023 (Soudal Quick-Step Devo Team)

Gullegem Koerse
Classifica giovani Tour du Loir-et-Cher
Hel van Voerendaal
Omloop Mandel-Leie-Schelde
- 2024 (Soudal Quick-Step)

Memorial Briek Schotte

## Piazzamenti

### Classiche monumento
- Parigi-Roubaix

2024: ritirato

### Competizioni mondiali
- Campionati del mondo

Glasgow 2023 - In linea Under-23: ritirato

### Competizioni continentali
- Campionati europei

Alkmaar 2019 - In linea Junior: 60º
Drenthe 2023 - In linea Under-23: 26º